# N.K. Jemisin
Nora Keita Jemisin  (född 19 september 1972) är en amerikansk science fiction- och fantasyförfattare, mer känd som N.K. Jemisin . Hennes verk innehåller ett brett spektrum av teman, särskilt kulturkonflikt och förtryck. Hennes debutroman, The Hundred Thousand Kingdoms (inte översatt till svenska), och de efterföljande böckerna i samma trilogi fick beröm av kritiker. Hon har vunnit flera priser för sitt arbete, inklusive Locuspriset. De tre böckerna i hennes serie Den söndrade jorden gjorde henne till den första författaren att vinna Hugo-priset för bästa roman under tre år i rad, och den första att vinna priset för alla tre romanerna i en trilogi. Jemisin tog emot MacArthur Fellows Program Genius Grant 2020. 
I juni 2021 köpte TriStar Pictures rättigheterna till Den söndrade jorden-trilogin där Jemisin själv ska anpassa romanerna för filmduken. 2021 ingick hon i Time 100, Times årliga lista över de 100 mest inflytelserika personerna i världen.